# Црква брвнара у Доњој Оровици
Црква брвнара у Доњој Оровици , Општина Љубовија, посвећена је Сабору Светих дванаест Апостола са занимљивим реликвијама, припада Епархији шабачкој Српске православне цркве. Представља непокретно културно добро као споменик културе од великог значаја.

## Историјат
Време настанка цркве није са сигурношћу утврђено, али стручњаци сматрају да је стара више од 200 година. У цркви се налази мноштво икона, а четири су под заштитом државе и представљају посебну вредност. У близини цркве налази се прангија за коју нико не зна одакле је, али зна да се оглашава на Бадње вече.

## Изглед цркве
Црква брвнара у Доњој Оровици је једнобродна грађевина са полукружном апсидом на истоку и полукружним тремом на западу. Дуга је 15,50, а широка 6,30 m, и по величини спада међу највеће брвнаре. Црква је подељена на четири карактеристична дела. Трем је оивичен темељном гредом без ограде, са осам стубаца фино профилисаних и равном и нижом таваницом обложеном шашовцима сложеним по систему “рибље кости”. Зидови су изграђени од притесаних храстових брвана. Кров је средње стрмине, изведен у полукруг са источне и западне стране. Кровни прекривач је од шиндре, преко које је стављен лим, док је под од опеке.